# ティキヌスの戦い
ティキヌスの戦いは、紀元前218年11月、イタリア半島北部のティキヌス川(現ティチーノ川)付近で行われた、第二次ポエニ戦争における最初の重要な戦い。ハンニバル率いるカルタゴ軍とプブリウス・コルネリウス・スキピオ率いる共和政ローマ軍が交戦し、カルタゴ軍が勝利した。

## 背景
紀元前219年、カルタゴの将軍ハンニバルのサグントゥム（現：サグント）攻撃をきっかけに第二次ポエニ戦争が勃発した。紀元前218年5月、ハンニバルはイタリア本土へ侵攻するために北上を開始。ローマの元老院は執政官プブリウス・コルネリウス・スキピオに2個軍団を与え、ハンニバルの前進を阻止するために海路でマッシリア（現：マルセイユ）へ派遣した。
マッシリアに到着したスキピオは、偵察によってカルタゴ軍のローヌ川渡河を察知し、軍を率いてこれを追った。ここで偵察に出した兵のうち、騎兵300がローヌ川沿いでカルタゴ軍の騎兵500と遭遇し、交戦。スキピオがこの報告を受けてローヌ川に到着した時には、カルタゴ軍は数日前に渡河を完了していた。スキピオは兄のグナエウス・コルネリウス・スキピオ・カルウスに軍を預け、自身は本土でハンニバルを迎え撃つためイタリアへ帰還した。
9月、ハンニバルはアルプス山脈を越えてガリア・キサルピナに到着。彼はアルプス越えで激しく疲弊した自軍を休ませ、自身はガリア・キサルピナの現地部族を懐柔し、自軍に編入しようと努めた。しかし、ガリア人はローマと敵対していたものの、多くの部族に分かれて長年争いを繰り返しておりまとまりがなく、戦う前から疲弊していたカルタゴ軍に味方しようとする者は少なかった。このためハンニバルはローマ軍を撃破して力を誇示しなければ、ガリア人を味方に引き入れることはできないと判断していた。
ローマに帰還したスキピオは、新たに動員した2個軍団を率いて北上、ハンニバルも敵を求めて南下した。ティキヌス川（現：ティチーノ川）付近で両軍は接近し、互いに野営地を築いた。
スキピオは野営地で兵を集め、演説した。彼は、ローヌ川での前哨戦でローマ軍が大勝利を収めた事（兵の士気を高めるための誇張）、23年前にローマはカルタゴに勝利しているから敵は敗者の残党である事、カルタゴ軍はアルプス越えで3分の2に減り、しかも大きく疲労している事などを挙げ、士気を高めた。
一方ハンニバルは、アルプス山中で捕虜にしたガリア人に、勝てば自由と武器・馬を与えると約束し、互いに決闘させた。ガリア人は山越えで非常に衰弱していたが、全員が決闘を希望した。カルタゴ軍は勝った者を讃え、敗れて死んだ者はより大きく讃えた。決闘が終わるとハンニバルは演説を始め、自軍の前には大河、左右に海、後ろにはアルプスと、いま決闘した者たちと同じように逃げ場はなく、勝つか死ぬかしか無い事、しかし勝てばローマの全てを手に入れられる事、戦争に勝利した暁には子の代まで税を免除し、土地や金貨を与える事などを説いた。さらに兵士付きの奴隷のうち、戦う事を望む者は自由民とし、彼ら1人につき2人のローマ人奴隷を与えると約束した。カルタゴ軍の士気は大いに上がった。
ハンニバルは騎兵を率いて偵察に向かい、一方のスキピオもウェリテス（軽装歩兵）と騎兵を率いて偵察に出ていた。偶然会敵した両軍は、そのまま戦闘に突入した。

## 戦闘経過
この戦闘における両軍の戦力の詳細は不明であるが、おそらくカルタゴ軍は騎兵の全力で約6,000名、ローマ軍は騎兵とウェリテス（軽装歩兵）を合わせて約4,000名程度であろうと推測される。ハンニバルは両翼に精強なヌミディア騎兵を置き、中央にガリア・ヒスパニア騎兵を置いた。ローマ側は前面にウェリテスの戦列を並べ、その後方に騎兵を置いた。
カルタゴ軍の騎兵が突撃すると、ローマ軍軽装歩兵はピルム（投げ槍）を投擲した。しかし、カルタゴ軍の前進を阻止できず、逆に突入されて歩兵戦列は乱れ、またたくまに壊走した。続いてカルタゴ騎兵とローマ騎兵の交戦が始まった。もとより、ローマ軍は数で劣っており、次第に圧倒されだした。両翼のヌミディア騎兵が早々にローマ騎兵両翼を撃破し、ローマ軍中央は包囲されそうになった。さらにスキピオもカルタゴ騎兵によって負傷させられたため、ローマ軍は野営地まで撤退した。
なお、負傷したスキピオを包囲下から救い出したのは、リグリア人の奴隷という説と、息子プブリウス（後のスキピオ・アフリカヌス）という説が存在する。ただし、後者はスキピオ・アフリカヌスの偉大さを顕彰するための創作ではないかと考えられている。

## 結果
この戦いは偵察部隊同士の遭遇戦であり、互いに大きな損害を出したわけではなかった。しかし、ハンニバルのローマに対する初勝利という点で十分な宣伝効果があった。この戦い以降、現地兵の徴募が円滑に進むようになったのである。さらにローマ軍内のガリア兵2,200名が脱走して、カルタゴ軍に合流した。この結果、カルタゴ軍は約40,000名まで増加した。ただし、この時点では全ての現地部族が味方になったわけではなく、ガリア・キサルピナでもポー川以南の部族は依然としてローマを支持していた。彼らを味方にするため、また、最終的勝利に不可欠なローマ同盟諸都市の離反を誘うためにも、ハンニバルはより大きな勝利を挙げる必要があった。それゆえ、彼は積極的に決戦を求め、ローマ野戦軍の壊滅を狙った。以降のハンニバルの行動は、こうした基本戦略に基づいている。
一方、スキピオは軍をプラケンティア（現在のピアチェンツァ）まで後退させ、その後トレビア川以南まで後退させた。スキピオはカルタゴ軍の戦力を侮れないものと考え、同僚の執政官ティトゥス・センプロニウス・ロングスと合流して、万全の態勢でこれを迎え撃とうとしたのである。両軍はトレビア川を挟んで対峙し、続くトレビアの戦いに臨むこととなった。

## 参考書籍
- ベルナール・コンベ＝ファルヌー著、石川勝二訳『ポエニ戦争』白水社、文庫クセジュ
- 長谷川博隆『ハンニバル 地中海世界の覇権をかけて』講談社、講談社学術文庫